# Harmony (modul)
A Harmony (korábban Node–2) a Nemzetközi Űrállomás egyik összekötő modulja, amelyet a NASA és az Európai Űrügynökség (ESA) 1997-es egyezménye alapján az olasz Alenia Spazio cég tervezett meg és gyártott le.
2007. október 23-án indították el az Nemzetközi Űrállomáshoz (ISS) a Discovery űrrepülőgép STS–120 jelű küldetésével, ahol a Destiny modulra csatlakoztatták. Hozzá csatlakoznak a következő egységek: Columbus kutatómodul (2008 február), Kibo kutatómodul (JEM) (2008 június), az MPLM teherszállító modulok és az űrrepülőgépek a PMA–2 dokkolóegységen keresztül. 2003 nyarától a Kennedy Űrközpontban készítették fel az indításra. A Harmony az űrállomás amerikai részének utolsó eleme.
A Harmony (harmónia) nevet egy amerikai iskolai esszépályázaton választották.

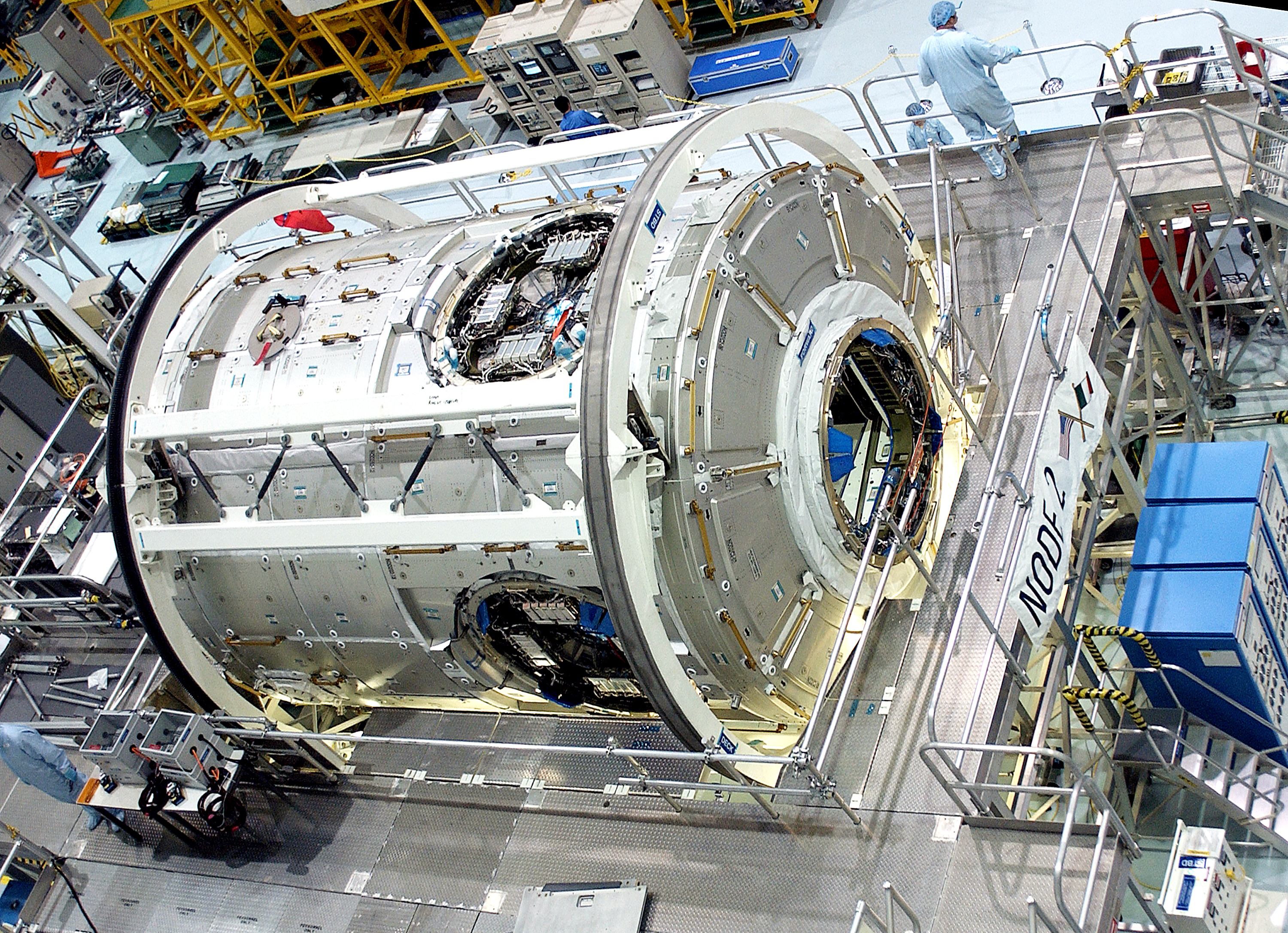
Node 2

## Adatok
- Tömeg: 13,6 tonna;
- Hosszúság: 7,2 méter;
- Átmérő: 4,4 méter;
- Belső tér 75,5 m3